# Вальдбёккельхайм
Вальдбёккельхайм (нем. Waldböckelheim) — община в Германии, в земле Рейнланд-Пфальц. 
Входит в состав района Бад-Кройцнах. Подчиняется управлению Рюдесхайм.  Население составляет 2266 человек (на 31 декабря 2010 года). Занимает площадь 18,58 км².